# Paralympische Zomerspelen 2012
De XIVe Paralympische Zomerspelen werden in 2012 in Londen, Verenigd Koninkrijk gehouden, waar dat jaar ook de Olympische Spelen werden gehouden.
Voor het eerst is de regel van kracht dat de organisator van de Olympische Spelen ook de Paralympische Spelen organiseert. Sinds 1988 was deze koppeling wel gebruikelijk, maar niet verplicht.

## Verstandelijke beperking
Voor het eerst sinds de Spelen van 2000 mogen er weer sporters met een verstandelijke beperking meedoen aan de Spelen. Er zal weer een categorie voor deze sporters zijn bij het zwemmen, atletiek en tafeltennis.

## Kalender
De volgende tabel geeft het programma van de Spelen per dag. Een blauw vakje betekent dat er die dag wedstrijden op het programma stonden maar dat er geen medailles waren te winnen. Een geel vakje geeft aan dat er die dag medailles vielen te winnen en het getal staat voor het aantal finales.
|  | Openingsceremonie |  | Wedstrijden |  | Wedstrijden met medailles |  | Sluitingsceremonie |

| Augustus/september 2012   | 29 W | 30 D | 31 V | 1 Z | 2 Z  | 3 M | 4 D | 5 W | 6 D | 7 V | 8 Z | 9 Z | Gouden Medailles |
| ------------------------- | ---- | ---- | ---- | --- | ---- | --- | --- | --- | --- | --- | --- | --- | ---------------- |
| Boogschieten              |      |      |      |     |      | 4   | 3   | 2   |     |     |     |     | 9                |
| Atletiek                  |      |      | 11   | 17  | 20   | 17  | 21  | 20  | 21  | 16  | 23  | 4   | 170              |
| Boccia                    |      |      |      |     |      |     | 3   |     |     |     | 4   |     | 7                |
| Wielersport               |      | 5    | 5    | 5   | 3    |     |     | 18  | 4   | 6   | 4   |     | 50               |
| Paardensport              |      |      |      | 2   | 3    | 2   | 4   |     |     |     |     |     | 11               |
| Blindenvoetbal            |      |      |      |     |      |     |     |     |     |     | 1   |     | 1                |
| CP-voetbal                |      |      |      |     |      |     |     |     |     |     |     | 1   | 1                |
| Goalball                  |      |      |      |     |      |     |     |     |     | 2   |     |     | 2                |
| Judo                      |      | 4    | 4    | 5   |      |     |     |     |     |     |     |     | 13               |
| Bankdrukken               |      | 2    | 3    | 3   | 3    | 3   | 3   | 3   |     |     |     |     | 20               |
| Roeien                    |      |      |      |     | 4    |     |     |     |     |     |     |     | 4                |
| Zeilen                    |      |      |      |     |      |     |     |     | 3   |     |     |     | 3                |
| Schietsport               |      | 2    | 2    | 2   | 1    | 1   | 1   | 1   | 2   |     |     |     | 12               |
| Zwemmen                   |      | 15   | 15   | 15  | 14   | 14  | 15  | 15  | 15  | 15  | 15  |     | 148              |
| Tafeltennis               |      |      |      |     | 11   | 10  |     |     |     | 4   | 4   |     | 29               |
| Volleybal                 |      |      |      |     |      |     |     |     |     | 1   | 1   |     | 2                |
| Basketbal                 |      |      |      |     |      |     |     |     |     | 1   | 1   |     | 2                |
| Schermen                  |      |      |      |     |      |     | 4   | 4   | 2   | 1   | 1   |     | 12               |
| Rugby                     |      |      |      |     |      |     |     |     |     |     |     | 1   | 1                |
| Tennis                    |      |      |      |     |      |     |     | 1   |     | 2   | 3   |     | 6                |
| Aantal                    |      | 28   | 40   | 49  | 59   | 51  | 54  | 64  | 47  | 48  | 57  | 6   | 503              |
| Aantal                    |      | 28   | 68   | 117 | 176  | 227 | 281 | 345 | 392 | 440 | 497 | 503 |                  |
| ceremonies                |      |      |      |     |      |     |     |     |     |     |     |     |                  |
| Augustus / September 2012 | 29 W | 30 D | 31 V | 1 Z | 2 ZS | 3 M | 4 D | 5 W | 6 D | 7 V | 8 Z | 9 Z | Goud Medailles   |

## Sporten
Op het programma stonden 20 paralympische sporten. De links verwijzen naar het artikel over deze sport bij deze Paralympische Spelen.
- Atletiek
- Bankdrukken
- Basketbal
- Boccia
- Goalball
- Boogschieten
- Judo
- Paardensport
- Rugby
- Roeien
- Schermen
- Schietsport
- Tafeltennis
- Tennis
- CP-voetbal
- Blindenvoetbal
- Volleybal
- Wielersport
- Zeilen
- Zwemmen

## Medaillespiegel

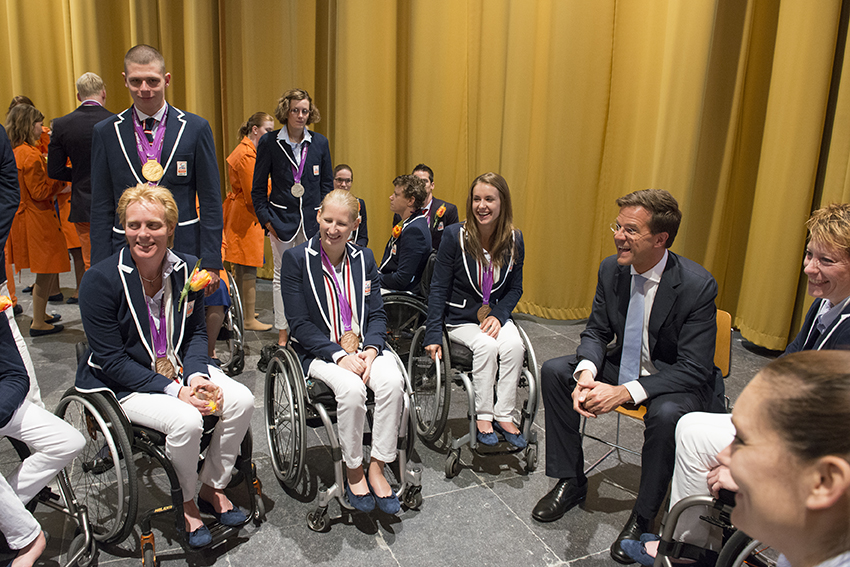
Huldiging van de Nederlandse medaillewinnaars van de Paralympics in de Grote Kerk in Den Haag

Het IPC stelt officieel geen medaillespiegel op, maar geeft desondanks een medailletabel ter informatie. In de spiegel wordt eerst gekeken naar het aantal gouden medailles, vervolgens de zilveren medailles en tot slot de bronzen medailles.
De onderstaande tabel geeft de top-10, aangevuld met België. In de tabel heeft het gastland een blauwe achtergrond.
| Plaats | Land             | NPC | Goud | Zilver | Brons | Totaal |
| 1      | China            | CHN | 95   | 71     | 65    | 231    |
| 2      | Rusland          | RUS | 36   | 38     | 28    | 102    |
| 3      | Groot-Brittannië | GBR | 34   | 43     | 43    | 120    |
| 4      | Oekraïne         | UKR | 32   | 24     | 28    | 84     |
| 5      | Australië        | AUS | 32   | 23     | 30    | 85     |
| 6      | Verenigde Staten | USA | 31   | 29     | 38    | 98     |
| 7      | Brazilië         | BRA | 21   | 14     | 8     | 43     |
| 8      | Duitsland        | GER | 18   | 26     | 22    | 66     |
| 9      | Polen            | POL | 14   | 13     | 9     | 36     |
| 10     | Nederland        | NED | 10   | 10     | 19    | 39     |
|        |                  |     |      |        |       |        |
| 36     | België           | BEL | 3    | 1      | 3     | 7      |

## Deelnemende landen
De volgende 164 Nationaal Paralympisch Comités werden tijdens de Spelen door een of meerdere sporters vertegenwoordigd. De links voeren naar het artikel van het betreffende land op de Paralympische Zomerspelen. Tussen haakjes staat het aantal deelnemers.
Albanië, Antigua en Barbuda, Brunei en Kameroen maakten hun debuut op de Paralympische Spelen. Andorra maakte haar debuut op de Paralympische Zomerspelen, nadat het wel aanwezig was op de Paralympische Winterspelen 2002, 2006 en 2010. Botswana en Malawi zouden ook meedoen aan de Paralympische Spelen, maar trokken zich terug.

## Hoogtepunten

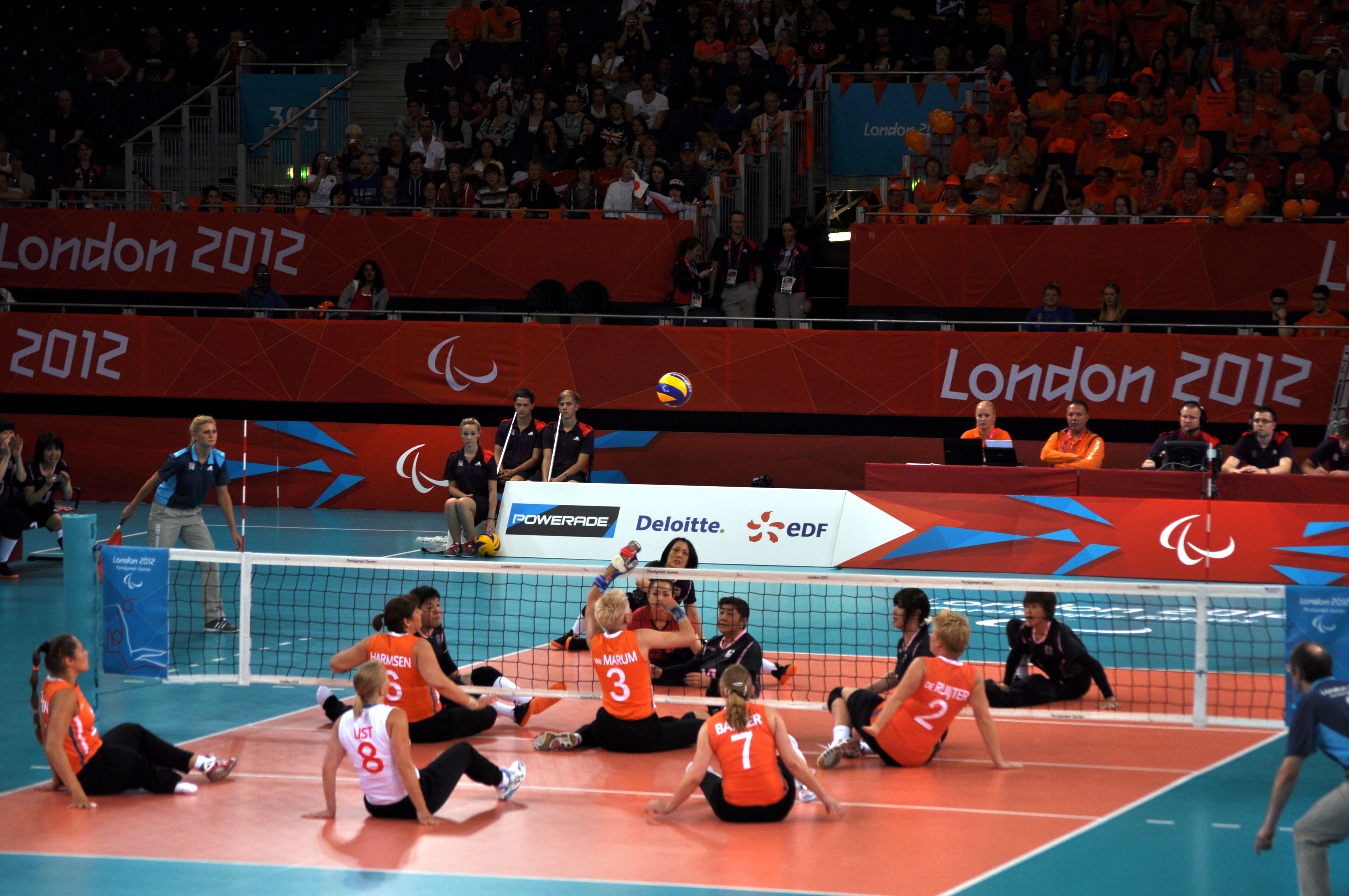
Een fragment uit de volleybalwedstrijd Nederland - Japan

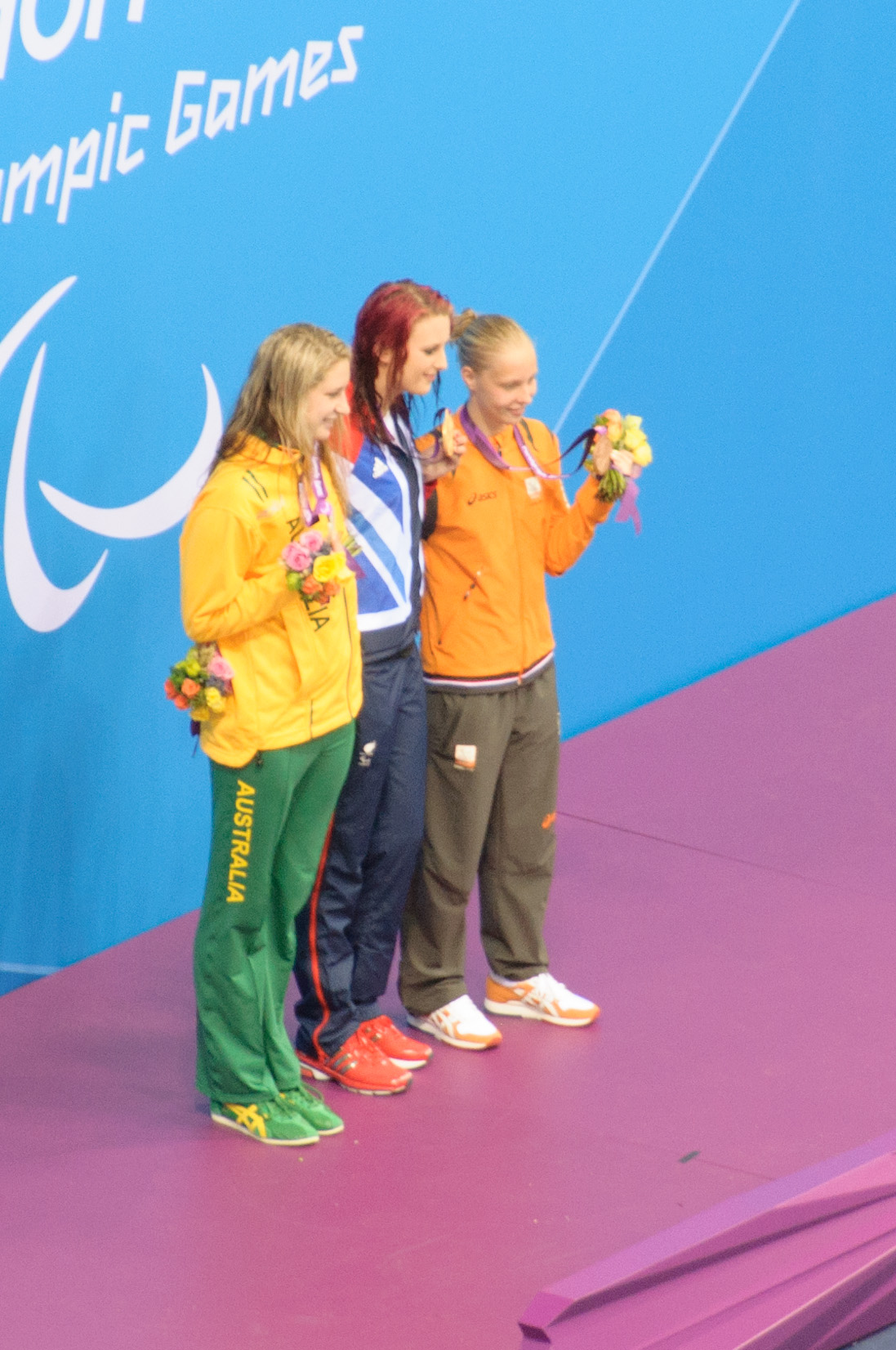
Medaille uitreiking 200 m Vrije Slag S14 met bronzen medaille van Marlou van der Kulk

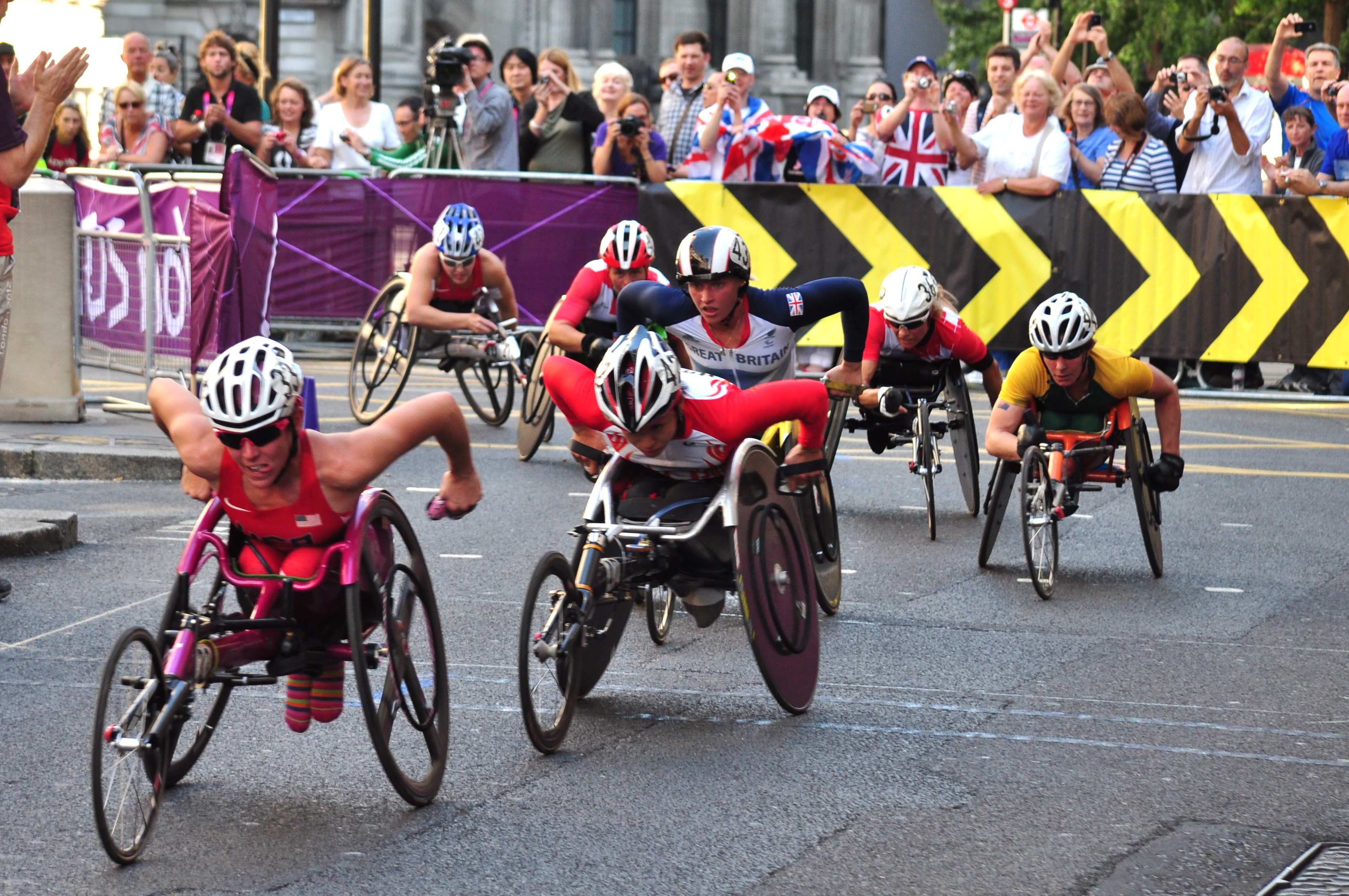
Marathon Klasse T54 Wheelen

### Dag 1: 30 augustus
De allereerste gouden medaille van deze Paralympics ging naar China. Zhang Cuiping won de 10 meter staand luchtgeweer SH1-klasse in de schietsport. Met grote overmacht schoot ze een nieuw wereldrecord en eindigde uiteindelijk met 7,3 punten voorsprong op de nummer twee, Manuela Schermund uit Duitsland. Ook de tweede gouden medaille ging naar China. Li Zhang Yu reed de snelste tijd in de individuele tijdrit van 1 kilometer in de C1-2-3-klasse van het baanwielrennen. Opvallend: tijdens de Olympische Spelen won China ook de allereerste gouden medaille, die was ook in de schietsport.
Voor Nederland was er op de eerste dag ook een medaille. Mirjam de Koning won brons op de 100 meter rugslag S6-klasse in het zwemmen. In Beijing 2008 won ze dit onderdeel nog. De gouden medaille ging naar Lu Dong uit China, in een nieuw wereldrecord.
De eerste gouden medaille voor het thuisland was ook een feit. Sarah Storey zorgde hiervoor in de individuele achtervolging voor de C5-klasse van het baanwielrennen. Later op de dag won ook Jonathan Fox goud. Hij deed dat in het zwemmen op de 100 meter rugslag S7.
Natalie du Toit won haar elfde gouden paralympische medaille ooit. Dit gebeurde op de 100 meter rugslag S9-klasse. In 2008 nam de Zuid-Afrikaanse deel aan de Olympische Spelen, op de 10 kilometer open water.

### Dag 2: 31 augustus
De eerste van de drie Nederlandse medailles van de dag werd gewonnen door Marc Evers. In de finale 100 meter rugslag S14 tikte hij in een nieuw wereldrecord aan en won daarmee het goud. Direct na de mannenwedstrijd van dit onderdeel waren de vrouwen aan de beurt. Hierin won Marlou van der Kulk de bronzen medaille.
In de eerste finale van de 100 meter atletiek op deze Spelen was er voor Nederland ook een medaille. In de T34-klasse voor vrouwen ging het zilver naar Amy Siemons. Zij eindigde op bijna anderhalve seconde van de Britse Hannah Cockroft, die een nieuw paralympisch record liep.
Deze dag werd er in elke powerlift-klasse een medaille gewonnen door Nigeria. De eerste medaille was een gouden voor Ivory Nwokorie in de klasse tot 44 kilogram voor vrouwen. Bij de mannen won eerst Ikechukwu Obichukwu zilver in de klasse tot 52 kilogram, daarna won Anthony Ulonnam diezelfde kleur in de klasse tot 56 kilogram.
In de klasse tot 73 kilogram voor mannen in het judo zorgde Sharif Khalilov voor de allereerste paralympische medaille voor Oezbekistan ooit: zilver.
De broers Oliver en Sam Hynd, uit het thuisland, wonnen op de 400 meter vrije slag S8 zilver en brons. De jongste broer, Oliver, eindigde vlak achter winnaar Wang Yinan, maar ruim voor zijn oudere broer.

### Dag 3: 1 september
Richard Whiteheat werd voor het Verenigd Koninkrijk de held van de dag. Met een nieuw wereldrecord liep hij naar het goud op de 200 meter T42. Hij kwam met meer dan een seconde voorsprong op de zilverenmedaillewinnaar Shaquille Vance, uit de Verenigde Staten, over de streep.
In hetzelfde stadion was wheeler Leo Pekka Tahti even onverslaanbaar. In de heats verbeterde hij zijn eigen wereldrecord met bijna een tiende. Supachai Koysub, die tweede werd in de heat, was in geen velden of wegen te bekennen. Hij finishte als achtste.
In het powerliften schreef Esther Oyema uit Nigeria geschiedenis. Tot tweemaal verbeterde ze het wereldrecord. In de categorie tot 48 kilogram stond voorafgaand aan de finale het wereldrecord op 130 kilogram. In de eerste poging van Oyema had ze dat gewicht al geëvenaard. In haar tweede poging tilde ze 132 kilogram en in de derde en laatste poging tilde ze 135 kilogram. In een recordpoging ging ze ten slotte nog voor 140 kilogram, maar die poging werd niet goedgekeurd.
Alyda Norbruis won voor Nederland zilver in het baanwielrennen. Ze deed dat in de tijdrit over 500 meter in de C1-2-3-klasse. Daarnaast wonnen Rinne Oost, Maurice Deelen en Lisa den Braber brons voor Nederland. Oost deed dat in het baanwielrennen, Deelen en Den Braber deden dat in het zwemmen.
Marieke Vervoort zorgde voor de eerste Belgische medaille op deze Paralympische Spelen. Ze won zilver op de 200 meter T52 in het atletiek.

### Dag 4: 2 september
Op deze dag werd de tiende medaille voor Nederland gewonnen. In totaal won Nederland deze dag vijf medailles.
Oscar Pistorius kon geen goud winnen op de 200 meter T44. Dat ging naar de Braziliaan Alan Fonteles Cardoso Oliveira.

### Dag 5: 3 september
Kelly van Zon won goud in de 7-klasse van het tafeltennis. In het zwembad won ook Michael Schoenmaker een gouden medaille. Hij was de beste op de 50 meter schoolslag SB3. Maurice Deelen won zijn tweede medaille van deze Paralympics: brons.
Iliesa Delana won de eerste medaille voor Fiji ooit. Hij won goud in het hoogspringen F42.

### Dag 6: 4 september
De eerste medaille voor Nederland kwam op deze dag van Frank Hosmar in de paardensport. In de vrije stijl IV-graad won hij zijn tweede bronzen medaille van de Spelen. Het goud ging naar de Belgische Michèle George, haar tweede van deze Spelen. Zwemster Mirjam de Koning-Peper won ook haar tweede medaille in Londen. Ze won goud op de 50 meter vrije slag S6 in een nieuw paralympisch record.
In de T46-klasse van het hoogspringen voor mannen won Pradeep Sanjaya Uggl Dena Pathirannehelag de eerste medaille voor Sri Lanka ooit: brons. Ook Ethiopië won de eerste paralympische medaille ooit. Op de 1500 meter T46 atletiek eindigde Wondiye Fikre Indelbu als tweede.

### Dag 7: 5 september
Alessandro Zanardi, ook wel bekend als Alex Zanardi, won goud in de tijdrit H 4 van het wegwielrennen. De oud-Formule 1-coureur kreeg in 2001 een ongeluk, waarna hij zijn beide benen moest missen. De Italiaan ging nog wel terug de autosport in, maar specialiseerde zich vanaf 2007 in het handbiken.
Marieke Vervoort haalde de derde gouden medaille voor België binnen. Ze won de 100 meter T52 in een nieuw paralympisch record. Vervoort won ook al zilver deze Spelen.
Oscar Pistorius won zijn eerste gouden medaille van deze Spelen. Op de 4×100 meter estafette T42/T46 won hij met Zuid-Afrika het goud, in een nieuw wereldrecord. Op de 200 meter T44 werd hij nog verrassend verslagen.
Voor Nederland wonnen Laura de Vaan, Kathrin Goeken en Maurice Deelen een medaille. Goeken won de gouden medaille in de tijdrit B van het wielrennen, terwijl De Vaan brons won in de tijdrit H 4. Maurice Deelen won al zijn derde medaille van deze Spelen. Op de 200 meter wisselslag SM8 zwom hij naar de bronzen medaille.
Algerije was het eerste land dat een volledig podium voor zich had op een onderdeel deze Paralympische Spelen. In het kogelstoten F32/33 ging het goud naar Kamel Kardjena, het zilver naar Karim Betina en het brons naar Mounir Bakiri. Ook Brazilië had een volledig podium. De Brazilianen domineerden de 100 meter T11, ook in het atletiek.

### Dag 8: 6 september
Er werd op deze dag niet gezeild voor de medailles. De medailleraces waren allemaal afgelast vanwege te weinig wind. De standen van de dag ervoor werden nu de eindstand en daar werden de medailles op gebaseerd. Dat betekende goud voor de Nederlandse driepersoonskielboot. Daarnaast won Thierry Schmitter in een eenpersoonskielboot.
Nederland won verder nog zeven medailles. Lisette Teunissen won goud; zij deed dat op de 50 meter rugslag S4 in het zwemmen. Marlou van Rhijn won ook goud, alleen dan op de 200 meter T44 in het atletiektoernooi, met een nieuw wereldrecord. In een andere klasse van de 200 meter, de T34, won Amy Siemons zilver en Desiree Vranken brons. In het zwemmen was er een bronzen medaille voor Marc Evers, en een zilveren voor Magda Toeters.
In het rolstoeltennis kreeg Nederland een volledig podium. Jiske Griffioen won het brons door te winnen van de Duitse Sabine Ellerbrock. De finale om het goud, op 7 september, zou gaan tussen Esther Vergeer en Aniek van Koot. Bij de mannen enkels zaten er geen Nederlanders in de finale. Wel ging de finale om het brons tussen Maikel Scheffers en Ronald Vink. Zij verloren allebei hun halve finale.
Jonnie Peacock liep met een tijd van 10.90 op de 100 meter T44 slechts vijf honderdsten boven het wereldrecord. De 19-jarige Brit won wel de gouden medaille. Oscar Pistorius eindigde net buiten het podium, als vierde.

### Dag 9: 7 september
Op 7 september 2012 om 13.00 uur zond de NOS de individuele vrouwenfinale tennis tussen Esther Vergeer en Aniek van Koot uit. De finale werd gewonnen door Esther Vergeer. Dit was voor het eerst in de Nederlandse geschiedenis dat er een paralympische finale rechtstreeks werd uitgezonden door de Nederlandse publieke omroep.

### Dag 10: 8 september
Oscar Pistorius won de gouden medaille op de 400 meter T44. De Zuid-Afrikaan legde deze afstand in 46,68 seconden af, een nieuw paralympisch record.
Esther Vergeer won samen met Marjolein Buis de gouden medaille in het vrouwendubbel van het rolstoeltennis. Met 6-1 en 6-3 waren ze te sterk voor Van Koot en Jiske Griffioen.
In het tafeltennis ging China met alle vier de gouden medailles van de dag naar huis. Het ging om de wedstrijden voor landenteams in de klassen 4-5, en 6-10 voor vrouwen, en de klassen 4-5 en 6-10 voor mannen.

## Mascottes
De officiële mascottes werden in mei 2010 voor het eerst gepresenteerd. Wenlock en Mandeville zijn de namen. De mascotte is een soort ruimtewezen met één oog en draagt het embleem van deze Olympische Spelen op de borst. De naam Wenlock komt van de plaats Much Wenlock, in Shropshire. In Much Wenlock kreeg Pierre de Coubertin zijn idee om de Olympische Spelen nieuw leven in te blazen. De naam Mandeville komt van de plaats Stoke Mandeville waar de eerste internationale sportwedstrijden voor sporters met een lichamelijke handicap werden gehouden een voorloper van de Paralympische Spelen. Uit een filmpje op de site van deze Spelen blijkt dat de mascotte zou zijn ontstaan toen een werknemer van een ijzerverwerking vlak voor zijn pensioen zijn laatste paal van het Olympisch Stadion maakte en van de stukjes ijzer die zijn samengesmolten op de vloer twee poppetjes voor zijn kleinkinderen maakte. Toen de kleinkinderen ermee gingen spelen, werden de poppetjes geraakt door een regenboog, waardoor deze tot leven kwamen en mascottes werden van de Olympische Spelen. Het ene poppetje, Wenlock voor de Olympische Spelen, en Mandeville voor de Paralympische Spelen.